# Aldo Clementi
Aldo Clementi (Catania, 25 maggio 1925 – Roma, 3 marzo 2011) è stato un compositore e teorico musicale italiano.

## Biografia
Ha iniziato in giovane età lo studio del pianoforte, sotto la guida di Giovanna Ferro, diplomandosi nel 1946 presso il Conservatorio Santa Cecilia di Roma. Nel 1947 si è perfezionato con il pianista Pietro Scarpini a Siena. Inizia lo studio della composizione nel 1941 divenendo ben presto allievo di Alfredo Sangiorgi, con il quale entra in contatto con la musica della seconda scuola di Vienna e la dodecafonia; è nell'immediato dopoguerra (a Vienna, nel 1947) che viene per la prima volta eseguita una sua composizione (Poesia di Rilke per soprano e pianoforte).
Nel 1952 ritorna a Roma dove diviene allievo di Goffredo Petrassi, sotto la cui guida si diploma nel 1954 sempre presso il Conservatorio Santa Cecilia. Dal 1955 al 1962 è presente ai Ferienkurse di Darmstadt, dove vengono eseguite sue musiche; nel frattempo, nel 1956 ebbe la prima esecuzione importante di una sua opera alla Radio di Amburgo, per il ciclo Das neue Werk (Cantata su un frammento di Pedro Calderón de la Barca, 1954).
Nella seconda metà degli anni cinquanta ebbe modo di incontrare Bruno Maderna, iniziando così un rapporto che Clementi stesso definisce come "di decisiva importanza". Altrettanto fondamentali per la sua carriera sono state le esperienze presso lo Studio di Fonologia Musicale della Radiotelevisione Italiana di Milano, dove realizza lavori come Collage 2 (1960), Collage 3 (Dies irae) (1967) e Collage 4 (Jesu, meine Freude) (1979). All'inizio degli anni sessanta è tra i fondatori dell'associazione romana Nuova Consonanza, assieme a Mauro Bortolotti, Franco Evangelisti, Domenico Guaccero e Francesco Pennisi.
Dal 1971 al 1992 ha tenuto la cattedra di Teoria musicale presso il DAMS della Facoltà di Lettere dell'Università di Bologna ed è stato spesso invitato a tenere corsi e seminari di composizione presso varie istituzioni italiane e straniere. Ha ricevuto vari premi e riconoscimenti internazionali, tra cui il secondo premio del concorso della Società Internazionale di Musica Contemporanea (SIMC) nel 1959, il primo premio della stessa manifestazione nel 1963 nonché il "Premio Franco Abbiati della critica musicale italiana" assegnatogli nel 1992. Dal 2006 è stato direttore onorario dell'Istituto Superiore di Studi Musicali "Vincenzo Bellini" di Catania.

## Carriera
Dopo un primo periodo, corrispondente agli anni di studio, in cui il suo spirito era già vicino a quello della Seconda scuola di Vienna, Clementi si avvicina allo strutturalismo nella seconda metà degli anni cinquanta, nel momento in cui frequenterà i famosi corsi a Darmstadt. La sua vicinanza ad ambienti artistico-pittorici quali il gruppo Forma 1, ad artisti quali Piero Dorazio, Achille Perilli, Antonio Sanfilippo ed altri, è emblematica del suo interesse verso le arti visive, il quale sarà di estrema importanza negli anni a venire. Quasi a voler creare un corrispettivo dell'arte informale, negli anni sessanta Clementi produce opere quali gli Informel, le due Varianti ed i Reticoli, brani dove il denso contrappunto cromatico (nella Variante A utilizza addirittura 144 parti reali) viene a costituire una sorta di continuum multistrato, in cui ogni singola voce viene annullata, affogata in una grande macchia sonora la cui texture è in continuo movimento; per questi motivi il linguaggio musicale di Clementi è spesso stato messo in rapporto con i dripping di Jackson Pollock, o i mobiles di Alexander Calder.
Successivamente, già dagli anni settanta Clementi evolverà il suo linguaggio utilizzando materiali sempre più diatonici, spesso provenienti da opere del passato (si veda anche l'uso frequente del tema BACH, o di melodie di corali), e sempre maggiore attenzione sarà posta nei riguardi delle verticalità armoniche.
Tipico della produzione matura è l'uso costante del rallentando applicato alle ripetizioni cicliche di uno stesso materiale, quasi a voler fare una sorta di "ingrandimento" progressivo degli artifici contrappuntistici, palesandone in modo più esplicito il loro intrinseco funzionamento.
La sua musica viene correntemente eseguita e radiotrasmessa in Italia e all'estero, spesso commissionata da Enti di grande importanza (Teatro alla Scala di Milano, Biennale di Venezia, Accademia Filarmonica Romana, Accademia nazionale di Santa Cecilia a Roma, Orestiadi di Gibellina, solo per citare alcune realtà italiane). Le musiche di Aldo Clementi sono edite da Suvini Zerboni (Milano).

## L'eredità
Tra i suoi allievi Michele Dall'Ongaro, Andrea Mannucci, Enzo Galdi

## Opere

### Brani per strumento solo
- Preludio per pianoforte (1944)
- Suite per pianoforte (1945-1946)
- Sonatina per pianoforte (1951)
- Composizione n. 1 per pianoforte (1957)
- Intavolatura per clavicembalo (1963)
- B.A.C.H. per pianoforte (1970)
- Replica per clavicembalo (1972)
- Manualiter per organo (1973)
- Fantasia su Frammenti di Michelangelo Galilei per liuto (1976)
- Sigla per organo (1977)
- Gian(ca)rlo Cardini per pianoforte preparato (1978)
- Variazioni per viola sola (1979)
- Dodici variazioni per chitarra (1980)
- Frammento per pianoforte (1983)
- Fantasia su Giorgio Moench per violino (1983-1985)
- Lento per violoncello solo (1984)
- Variazioni su B.A.C.H. per pianoforte (1984)
- Studio (sul tocco) per pianoforte (1993)
- Turmuhr per una suoneria di campane (1995)
- Ein kleines… per fisarmonica (1998)
- Loure per pianoforte (1998)
- Variazioni per pianoforte (1999)
- Blues per pianoforte (2001)
- Otto variazioni per chitarra (2002)
- Ricercare per chitarra (2002)
- Invenzione 4 per pianoforte (2003)

### Musica elettronica (con o senza interpreti dal vivo)
- Collage 2 musica elettronica (1960)
- Collage 3 (Dies Irae) musica elettronica (1966-1967)
- Madrigale per pianoforte preparato a 4 mani e nastro magnetico (1979)
- Fantasia su Roberto Fabbriciani per flauto e nastro magnetico (1980-1981)
- Parafrasi canone a 18 voci e nastro magnetico (1981)
- Passacaglia per flauto e flauto registrato (1988)
- Studio per una passacaglia per nastro magnetico (1993)

### Musica da camera
- Sonatina per flauto e pianoforte (1950)
- Sonata per tromba, chitarra e pianoforte (1955)
- Tre piccoli pezzi per flauto, oboe e clarinetto (1955)
- Concertino in forma di variazioni per 9 strumenti (1956)
- Studi per tromba, violino e pianoforte (1956)
- Ideogrammi n. 1 per 16 strumenti (1959)
- Ideogrammi n. 2 per flauto e 17 strumenti (1960 al Teatro La Fenice di Venezia)
- Triplum per flauto, oboe e clarinetto (1960)
- Informel 1 per percussioni e strumenti a tastiera (1961)
- Informel 2 per 15 esecutori (1962)
- Invenzione per violino, mandolino, tromba, fisarmonica e grancassa (1962)
- Reticolo 11 per 11 strumenti (1966 al Teatro La Fenice)
- Reticolo 4 per quartetto d'archi (1968)
- Reticolo 12 per 12 archi (1970)
- Concerto per pianoforte e 7 strumenti (1972 al Teatro La Fenice)
- Blitz – Azione musicale per gruppo strumentale (1973)
- Esercizio (B.A.C.H.)  per mezzo violino, violino e viola (1975)
- Reticolo 3 (B.A.C.H.) per 3 chitarre (1975)
- Intermezzo per 14 fiati e pianoforte preparato (1977)
- Quintetto per archi (1978)
- Sphinxs per violino, viola e violoncello (1978)
- Berceuse per clarinetto basso, viola e violoncello ad libitum, pianoforte preparato (1979)
- L'orologio di Arcevia per 13 esecutori (1979) diretto da Roberto Abbado per il Teatro La Fenice di Venezia
- Elegia per flauto, 4 fagotti, 4 corni e 4 tromboni (1979-1981)
- Nun komm, der Heiden Heiland canoni per 3 trombe e 2 tromboni (1980)
- Pastorale en rondeau per 2 violini, viola, clavicembalo e carillon (1981)
- Concerto "2E 2M" per 16 strumenti (1981-1982)
- Adagio per quintetto con pianoforte preparato (1983)
- AEB per 17 strumenti (1983)
- Duetto per flauto, clarinetto e 2 strumenti in eco (1983)
- Komm süsser Tod per 12 esecutori (1983)
- 1904 per 4 trombe, 2 corni e 2 tromboni (1984)
- Ouverture per 12 flauti (1984)
- Scherzo per flauto, clarinetto, violino e viola (1985)
- Concerto per pianoforte e 14 strumenti (1986)
- Fantasia per 4 chitarre (1987)
- Prelude (Hommage à Ravel) per 12 strumenti (1987)
- Cantabile per 12 esecutori (1988)
- Serenata per chitarra e 4 strumenti (1988)
- Tribute per quartetto d'archi (1988)
- Adagio cantabile per pianoforte e 12 strumenti (1989
- Danze per 2 pianoforti a 12 mani (1989)
- Impromptu per clarinetto e quartetto d'archi (1989)
- Musette per arpa e 7 strumenti (1989)
- Sei canoni per flauto dolce contralto e clavicembalo (1990)
- 1492 per 16 strumenti (1992
- Om dagen i mitt Arbeten… per 2 violini, violoncello, clarinetto, celesta e pianoforte (1992)
- Schema per 2 clarinetti, pianoforte, vibrafono e contrabbasso (1992)
- Agnus Dei (Dufay) per 12 strumenti (1993)
- C.A.G. per flauto, violino, vibrafono e chitarra (1993)
- Settimino per flauto, oboe, violino, pianoforte, viola, clarinetto e violoncello (1993)
- Danze 2 per 2 pianoforti a 12 mani e 6 flauti dolci (1994)
- Due canoni per flauto, violino e pianoforte (1994)
- Im Himmelreich per 9 strumenti (1994)
- For Colin Rose per 9 esecutori (1995)
- Luciano Berio per flauto e violino (1995)
- Clessidra 2 per violoncello con accompagnamento di pianoforte, celesta, arpa e vibrafono (1995-1996)
- Sei momenti per flauto, oboe, clarinetto, violino, viola e violoncello (1996)
- Canone per quartetto d'archi (1997)
- Etwas per flauto, oboe, clarinetto, violino, viola e violoncello (1997)
- Passacaglia 2 per flauto contralto, archi, pianoforte, tromba e corno (1997)
- Veni, creator... per 9 strumenti (1997)
- Dedica per clarinetto, pianoforte e violoncello (1998)
- Satz per quartetto d'archi (1998)
- Valzer su GESAA per 6 strumenti (1998)
- Concertino per flauto, clarinetto, pianoforte, 2 violini, viola e violoncello (1999)
- Von Himmel hoch per tastiera o per 4 strumenti (1999)
- Quattro fogli per 6 esecutori (2000)
- Till Bjorn per 10 esecutori (2000)
- Tre ricercari per 3 esecutori (2000)
- Trio per violino, violoncello e pianoforte (2000)
- Autunno per 9 strumenti (2001)
- Berceuse 3 per 12 fiati e trombone obbligato (2001)
- Lamento per violino, flauto, clarinetto, violoncello e pianoforte (2001)
- Melanconia walzer per 8 violini (2001)
- Ottetto per 8 esecutori (2001)
- Satz 2 per quartetto d'archi (2001)
- Valzer su F.A.C. per 9 strumenti (2001)
- Invenzione 2 per 3 pianoforti (2002)
- Sonate Y per violino solo (2002)
- Invenzione 3 per violino, tromba e pianoforte (2002)
- Momento per quartetto d'archi (2005)
- Vertigo per 14 strumenti (2005)

### Musica vocale
- Due poesie per voce e pianoforte (oppure voce e piccolo ensemble), testi di Rainer Maria Rilke e Victor Hugo (1946)
- Cantata per recitante, soprano, coro e orchestra da camera, testo di Pedro Calderón de la Barca (1954)
- Variante A per 72 voci e 72 strumenti su testo latino della Messa (1964)
- Silben per voce femminile, clarinetto, violino e 2 pianoforti (1966)
- Silben-Merz per una cantante, un'attrice e un baritono (1970)
- Otto frammenti per soprano, controtenore, organo, liuto e viola da gamba, da una ballade di Charles d'Orléans (1978)
- Im Frieden dein, o Herre mein mottetto a 8 voci a cappella (1980)
- Cent Sopirs per coro da camera e 24 fiati (1983)
- Ach, ich fühl's per voce e 15 strumenti (1985)
- Mottetto su Re, Mi... per 18 voci femminili (1989)
- Cantilena per voce e contrabbasso (1989-1990)
- Interludi – Musica per il mito di Eco e Narciso per 12 voci e 24 strumenti a fiato (1992)
- The plaint per voce femminile e 13 strumenti (1992)
- En liteln Svensk rapsodi per voce femminile, clarinetto basso e pianoforte (1993)
- Rapsodia 1 per soprano, contralto e orchestra (1994)
- Vocalizzo per voce e 11 strumenti (1994)
- Wiegenlied per voce, 2 clarinetti, viola, violoncello e contrabbasso (1994)
- Canone perpetuo per 8 voci femminili e strumenti (1994-1996)
- Albumblatt per voce femminile, flauto, violino e chitarra (1995)
- Cantilena 2 per voce, violino, viola, flauto e clarinetto, testo di Elio Pagliarani (1997)
- Marieva per voce, violino, clavicembalo, flauto e contrabbasso (1997)
- Nenia per voce, violino, vibrafono, chitarra e pianoforte, testo di Friedrich Schiller (1997)
- Variazioni per voce sola (2000)
- Aria (Dowland) per voce femminile, viola da gamba e liuto (2001)
- 2003 (Goffredo Petrassi in memoriam) per voce e 7 strumenti (2004)
- Aus Tiefer per coro femminile e strumenti, testo dal Salmo 130  (2004)

### Musica orchestrale
- Tre studi per orchestra da camera (1956-1957)
- Episodi per orchestra (1958)
- Informel 3 per orchestra (1961-1963)
- Sette scene per orchestra da camera (1963)
- Variante B per 36 strumenti (1964 diretta da Daniele Paris al Teatro La Fenice di Venezia)
- Concerto per orchestra di fiati e 2 pianoforti (1967)
- Sinfonia da camera per orchestra da camera (1974)
- Concerto per pianoforte, 24 strumenti e carillon (1975)
- Clessidra per orchestra da camera (1976)
- Concerto per contrabbasso, strumenti e carillon (1976)
- Concerto per violino, 40 strumenti e carillon (1977)
- Capriccio per viola e 24 strumenti (1979-1980)
- Halleluja (variazioni sul corale) per orchestra (1982)
- Das Alte Jahr per orchestra da camera (1985)
- O du Selige per orchestra (1985)
- Berceuse 2 per orchestra (1989)
- Romanza per pianoforte e orchestra (1991)
- Rapsodia 2 per orchestra con accompagnamento di pianoforte (1994)
- Concerto per 2 clavicembali e orchestra d'archi (1996)
- Largo – nove variazioni canoniche per orchestra d'archi (1999)
- Quasi niente per 20 strumenti (2003)
- Concerto n. 2 per violino e strumenti (2006), dedicato a Marta Pasquini

### Lavori teatrali
- Collage, azione musicale in un atto su soggetto e materiale visivo di Achille Perilli (1961)
- Collage 4 (Jesu meine Freude), azione mimo-visiva per 8 voci, 8 ottoni e nastro magnetico (1979),
- Es, rondeau in un atto per 3 soprani, 3 mezzosoprani, 3 contralti e orchestra (1981 al Teatro La Fenice di Venezia diretta da Zoltán Peskó)
- Finale azione lirica in un atto per 4 soprani e orchestra (1984),
- Carillon opera in un atto su libretto dell'Autore tratto da Hugo von Hofmannsthal (1991-1992)

## Archivio
La collezione dei manoscritti di Aldo Clementi è stata acquisita dalla Fondazione Paul Sacher di Basilea.